# Asnawi Mangkualam
Asnawi Mangkualam Bahar (* 4. Oktober 1999 in Makassar) ist ein indonesischer Fußballspieler.

## Karriere

### Verein
Asnawi Mangkualam erlernte das Fußballspielen in den Jugendmannschaften von PSM Makassar, PON Sulawesi Selatan und Persiba Balikpapan. Als Jugendspieler von Balikpapan spielte er 2016 achtmal in der ersten Liga. Seinen ersten Vertrag unterschrieb er am 1. Januar 2017 beim Erstligisten PSM Makassar. 2018 wurde er mit dem Verein aus Makassar Vizemeister und Pokalsieger. Nach 44 Ligaspielen wechselte er Februar 2021 nach Südkorea. Hier schloss er sich dem Ansan Greeners FC an. Mit dem Fußballfranchise aus Ansan spielte er zwei Spielzeiten in der zweiten Liga. Für die Greeners bestritt er 40 Zweitligaspiele. Die Jeonnam Dragons, ein Zweitligist aus Gwangyang, nahm ihn im Januar 2023 für eine Saison unter Vertrag. Nach 26 Zweitligaspielen unterschrieb er im Januar 2024 in Thailand einen Vertrag beim Erstligisten Port FC. Nach einem Jahr wurde sein Vertrag um vier Jahre verlängert.

### Nationalmannschaft
Asnawi Mangkualam gewann 2019 mit der indonesischen U23-Nationalmannschaft die AFF U-23 Championship. Hier besiegte man in Kambodscha in zwei Endspielen die Vertretung von Thailand mit 3:1. Seit 2017 spielt Mangkualam für die indonesische Nationalmannschaft. Sein Debüt gab er am 21. März 2017 in einem Freundschaftsspiel gegen Myanmar. Bei der 3:1-Heimniederlage im heimischen Pakansari Stadium in Cibinong wurde er in der 55. Minute für Muhammad Hargianto eingewechselt.

## Erfolge

### Verein
PSM Makassar
- Indonesischer Vizemeister: 2018
- Indonesischer Pokalsieger: 2018

### Nationalmannschaft
Indonesien U23
- AFF U-23 Championship: 2019